# 內奇
內奇是哥倫比亞的城鎮，位於該國北部，由安蒂奧基亞省負責管轄，距離首府麥德林358公里，始建於1636年，面積914平方公里，海拔高度30米，2011年人口21,287。
8°06′N 74°47′W / 8.100°N 74.783°W